# Jörg Müller (cyclisme)
Pour les articles homonymes, voir Müller et Jörg Müller.
Jörg Müller, dit Joggi Müller, né le 23 janvier 1961 à Aarau, est un coureur cycliste professionnel suisse de 1984 à 1994.

## Palmarès sur route

### Palmarès amateur
- 1984
  -  Champion de Suisse sur route amateurs
  - GP Brissago
  - 2e étape du Grand Prix Guillaume Tell
  - 2e du Circuit franco-belge

### Palmarès professionnel
- 1985
  - 5ea étape du Tour du Pays basque
  - Classement général du Tour de Romandie
  - 7e étape du Tour de Suisse
  - 2e du Grand Prix de l'Union Cycliste Bessègeoise
  - 8e de la Flèche wallonne
  - 8e du championnat du monde sur route
  - 8e du Grand Prix des Nations
  - 10e du Tour de Suisse
- 1986
  - 5e étape du Tour de la Communauté valencienne
  - Classement général du Tour d'Armorique
  - Prologue du Tour de Catalogne
  - 2e du championnat de Suisse sur route
  - 3e du Tour de la Communauté valencienne
  - 3e du Tour d'Aragon
  - 3e de la Route du Berry
  - 5e de Créteil-Chaville
  - 7e du Tour de Romandie
  - 7e du Tour de Lombardie
  - 10e du Tour de Suisse
- 1987
  -  Champion de Suisse sur route
  - 6e étape du Tour de Catalogne
- 1989
  - Grand Prix des Amériques
  - 3e du Tour de Suisse
  - 3e de Coire-Arosa
- 1993
  - Tour de Wartenberg
  - 9e étape du Tour DuPont
- 1994
  - Tour de Wartenberg

## Résultats sur les grands tours

### Tour de France
8 participations
- 1986 : 99e
- 1987 : 99e
- 1988 : 27e
- 1989 : 29e
- 1990 : 31e
- 1992 : 94e
- 1993 : 52e
- 1994 : 59e

### Tour d'Italie
2 participations
- 1988 : 55e
- 1991 : 71e

### Tour d'Espagne
3 participations
- 1987 : disqualifié (7e étape)
- 1991 : 101e
- 1994 : 64e

## Palmarès sur piste

### Six Jours
- Six Jours de Zurich : 1988 (avec Daniel Gisiger)

### Championnats de Suisse
- Champion de Suisse de poursuite : 1984